# Рубеняты
Рубеняты — деревня в Бережанской волости Островского района Псковской области.
Расположена на автодороге А116, в 10 км к юго-западу от центра города Остров и в 5 км к северо-востоку от деревни Федосино.
Численность населения деревни по состоянию на 2000 год составляла 31 человек.
До 2005 года деревня входила в состав ныне упразднённой Пальцевской волости с центром в д. Федосино.